# Мендхаузен
Мендхаузен (нем. Mendhausen) — община в Германии, в земле Тюрингия. 
Входит в состав района Хильдбургхаузен. Подчиняется управлению Глайхберге.  Население составляет 318 человек (на 31 декабря 2010 года). Занимает площадь 9,96 км².